# جرمی کاگان
جرمی کاگان (انگلیسی: Jeremy Kagan؛ زادهٔ ۱۴ دسامبر ۱۹۴۵) یک کارگردان فیلم و تلویزیونی و فیلم‌نامه‌نویس و تهیه کننده تلویزیونی اهل ایالات متحده آمریکا است. از جمله کارهای او می‌توان به انتخاب شده و با شمشیر اشاره نمود که فیلم نخست توانسته است در جشنواره بین‌المللی فیلم مونترآل به عنوان برگزیده انتخاب شود.